# Patriata

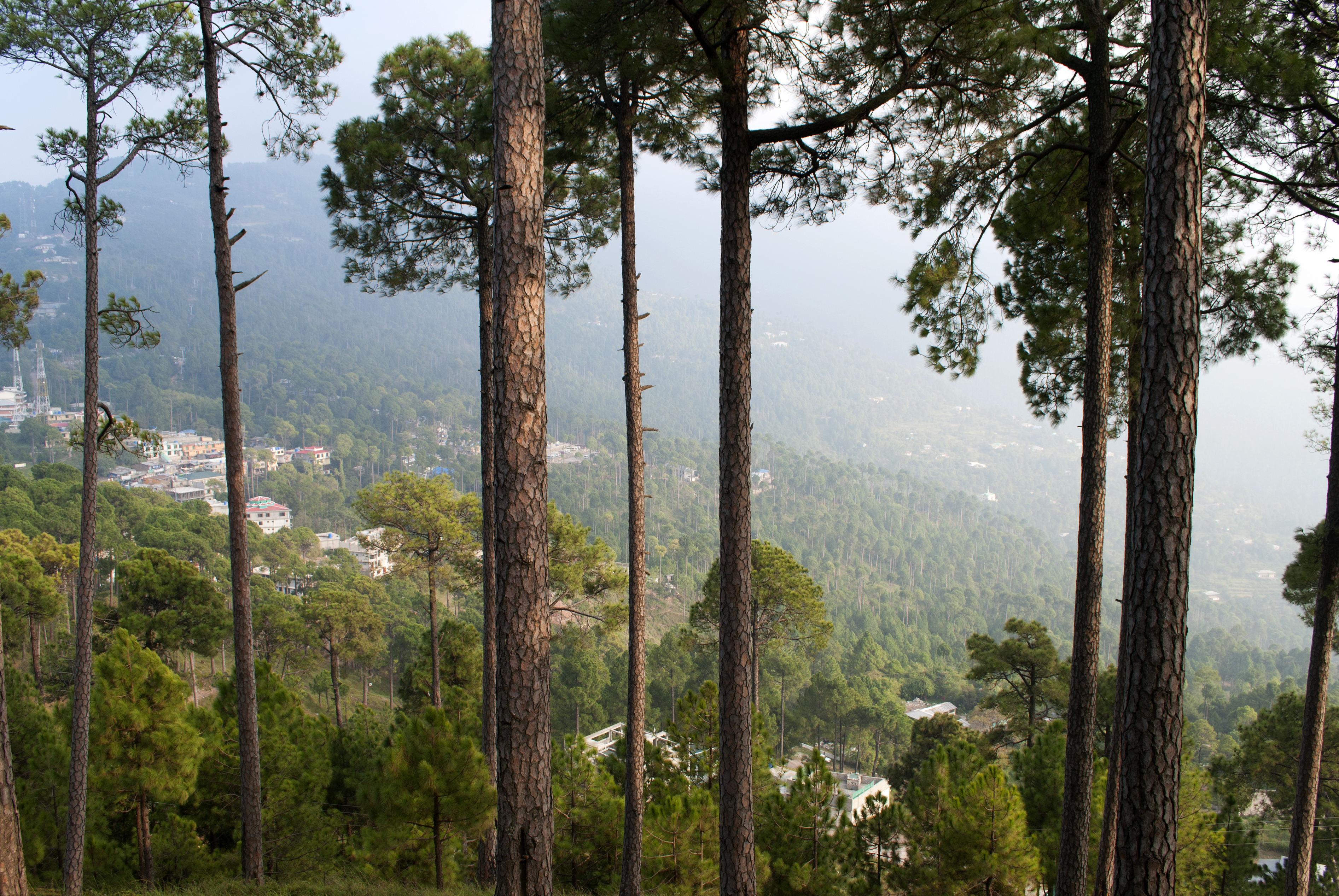
Patriata

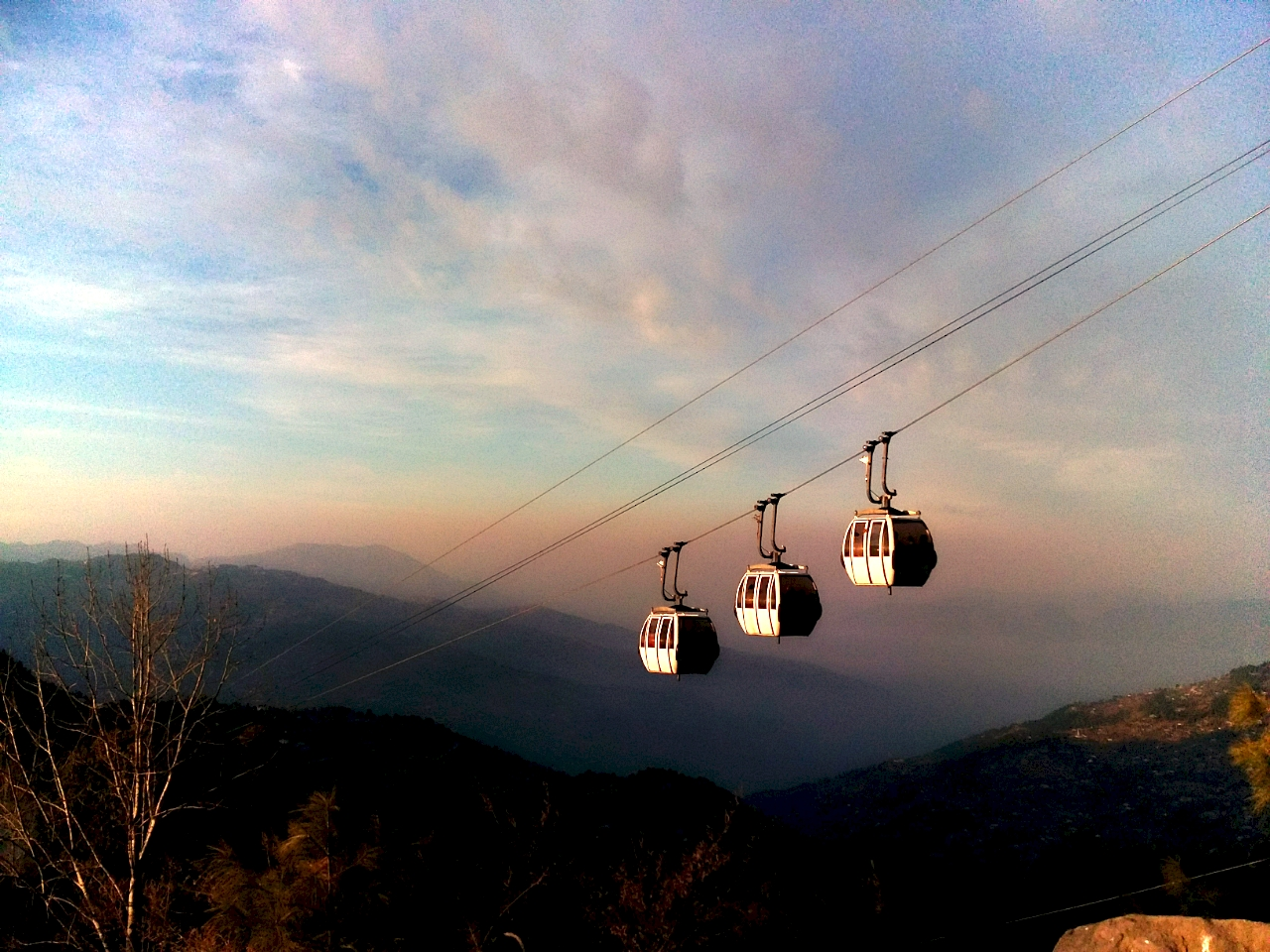
Kabinenseilbahn

Patriata ist ein Höhen-Urlaubsort (Hill Station) mit etwa 1000 ständig anwesenden Einwohnern im Norden der pakistanischen Provinz Punjab.

## Lage
Patriata liegt in ca. 2300 m Höhe in den waldreichen Siwalik-Bergen, einem Vorgebirge des Himalaya. Nur etwa 1 km südlich des Ortes befindet sich die Quelle des Flusses Sohan; ca. 2 km nördlich entspringt der nach Nordosten fließende Khas Kas, ein Nebenfluss des Jhelum. Die Landeshauptstadt Islamabad ist nur etwa 67 km (Fahrtstrecke) in südwestlicher Richtung entfernt. Von der Talstation Gulera Gali führt eine ca. 3 km lange Kabinenseilbahn hinauf in den Ort.

## Geschichte
Bereits die Briten erwählten den Ort als Sommerfrische für Militär und Verwaltung während der Hitzeperioden in den Monaten Mai und Juni. Inzwischen hat er sich zu einem beliebten Ski- und Erholungsort für gut betuchte Pakistanis entwickelt.